# Carica pentagona
El babaco (Vasconcellea × heilbornii; sin. Carica pentagona), es una fruta nativa del noroeste de Suramérica, probablemente de la provincia de Loja, Ecuador, y se cree que es un híbrido natural entre el toronche y el chamburo.
El babaco es actualmente la especie del género Vasconcellea más importante. Es cultivado en algunos países subtropicales y se considera nativo de los valles de la provincia de Loja.
El babaco puede crecer a altitudes sobre los 2.000 m s. n. m., y es una de las especies de Carica más tolerantes al frío. Vasconcellea × heilbornii se originó en la parte sur y central de Ecuador, donde las especies parentales crecen a altitudes entre 1.600 y 2.800 m s. n. m. V. × heilbornii y su cultivar específico V. × heilbornii   'Babaco'  muestran un comportamiento que se encuentra intermedio entre sus supuestos progenitores V. stipulata y V. cundinamarcensis. El rango de distribución se superpone al de ambas las especies y las plantas a menudo se encuentran junto con o V. stipulata o V. cundinamarcensis. Este amplio rango de distribución da como resultado una amplia adaptabilidad edafoclimática.
Es un arbusto que no se ramifica y puede alcanzar 5 a 8 m de altura. Su fruto se distingue de la papaya por ser más angosto, típicamente menos de 10 cm de diámetro. Planta raramente ramificada, espinas estipulares ausentes, flores femeninas solitarias de pedúnculo corto de color verde o amarillo verdoso en el interior, frutos partenocárpicos prismáticos 1-locular de hasta 50 cm de largo, sin o con pocas semillas.
Como la papaya, el babaco se cultiva por su fruto comestible y por el jugo de su fruta. Los cultivos fuera de su distribución geográfica nativa, han sido exitosos tan al sur como en Nueva Zelanda y tan al norte como Guernsey, en el Reino Unido. 
El babaco se utiliza en preparaciones de pastelería, repostería, conservas y bebidas tradicionales de la gastronomía ecuatoriana como la Colada morada y el Rosero.